# Place Souham
La place Souham est une voie située dans le quartier de la Gare du 13e arrondissement de Paris, en France.

## Situation et accès
La place est incluse dans un complexe d'immeubles d'une hauteur modérée (12 étages) dont elle constitue les accès et les jardins d'agrément. Le côté sud de la place est bordé par la résidence Vaucouleurs, copropriété d'environ 235 lots. Les premiers propriétaires de la résidence se sont installés en 1975.
La place, depuis sa réhabilitation en jardins d'agrément, est devenue une voie piétonne calme qui dessert le marché de la place Jeanne-d'Arc. Ce marché se tient deux fois par semaine le jeudi matin et le dimanche matin.
Le métro le plus proche est la station Olympiades sur la ligne 14.

## Origine du nom

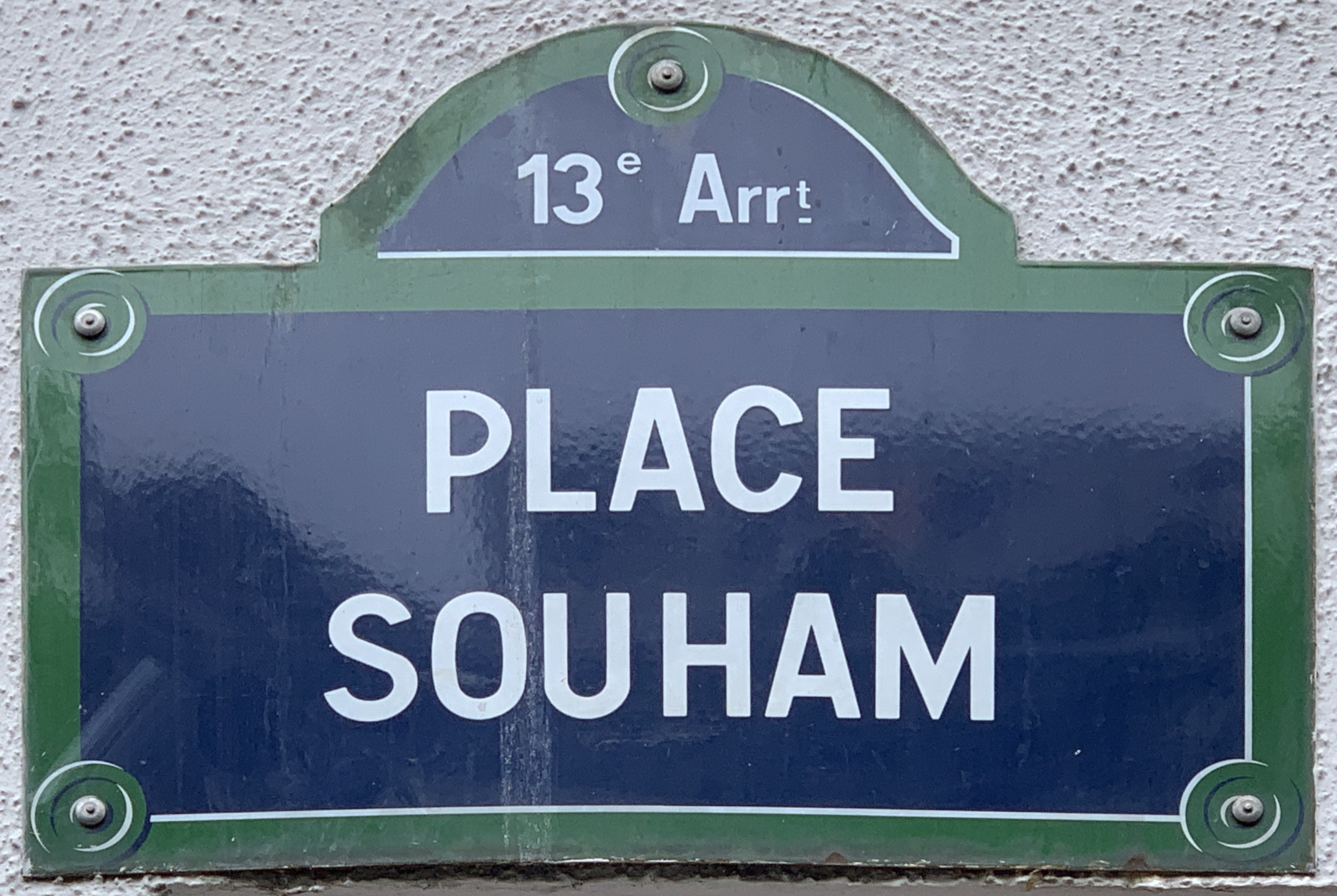
Plaque de la place.

Cette place rend hommage au général Joseph Souham (1760-1837).

## Historique
La voie est créée dans le cadre de l'aménagement de l'îlot Lahire sous le nom provisoire de « voie K/13 » et prend sa dénomination actuelle par arrêté municipal du 30 août 1978. 